# گرینویل (آلاباما)
گرینویل (به انگلیسی: Greenville) شهری در شهرستان باتلر ایالت آلاباما است که مساحت آن ۵۵٫۷۶ کیلومتر مربع است و در سرشماری سال ۲۰۱۰ میلادی، ۸٬۱۳۵ نفر جمعیت داشته و تراکم جمعیتی آن، ۱۴۵٫۸۹ نفر در هر کیلومتر مربع بوده است.

## نگارخانه

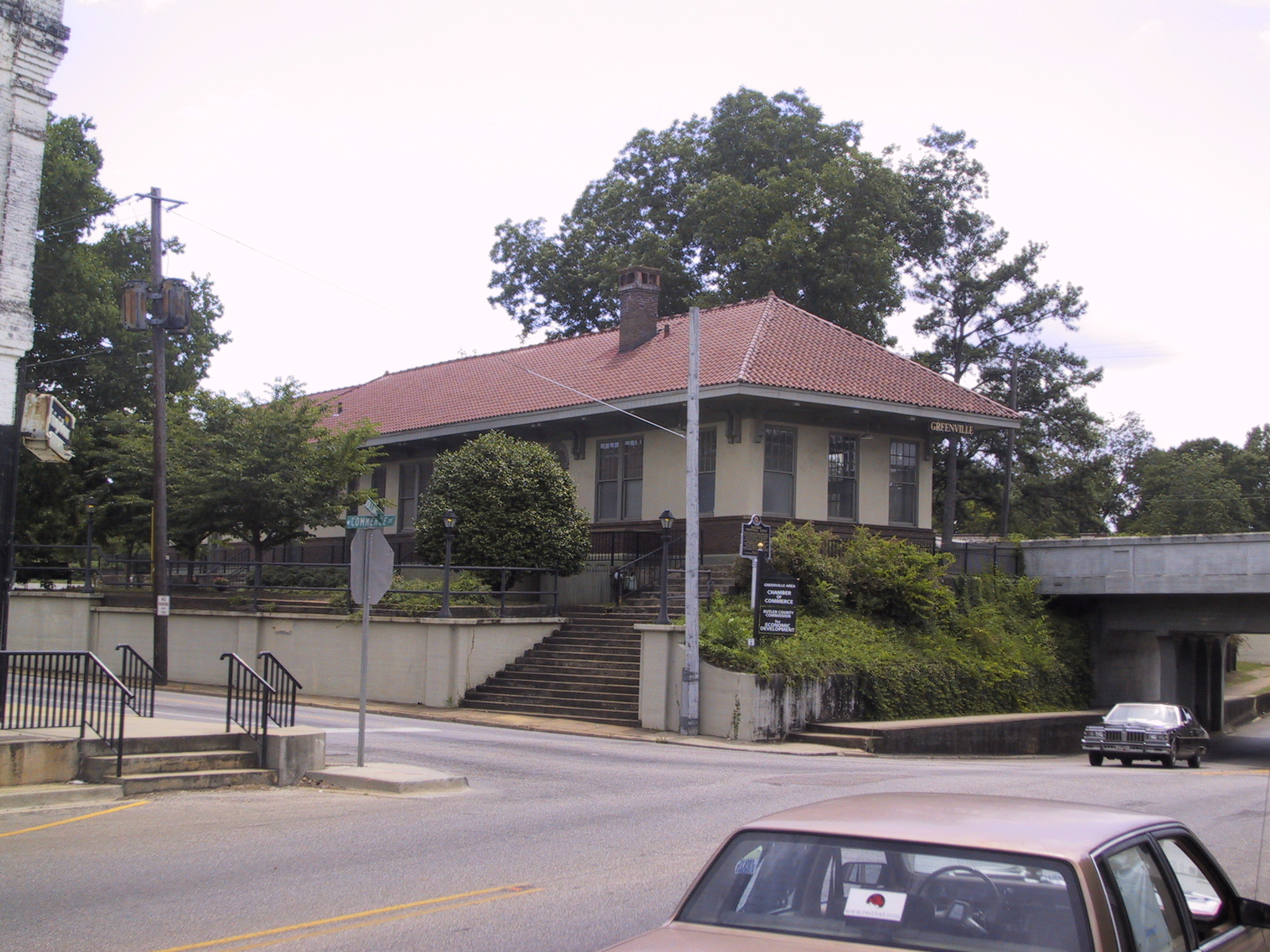
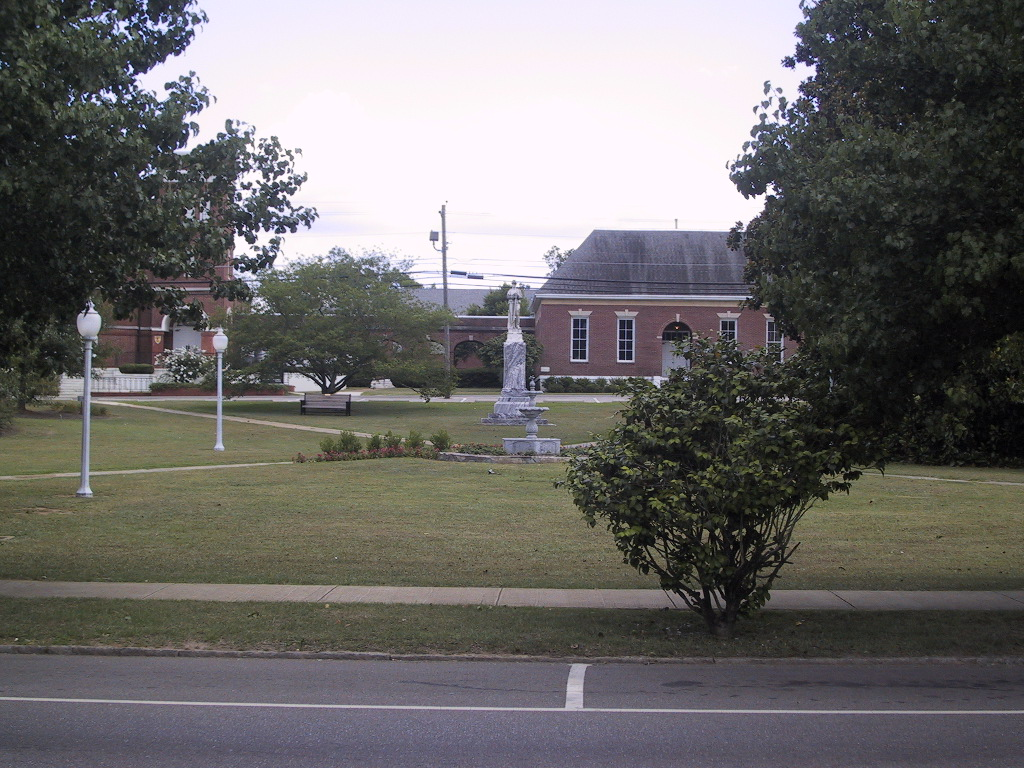
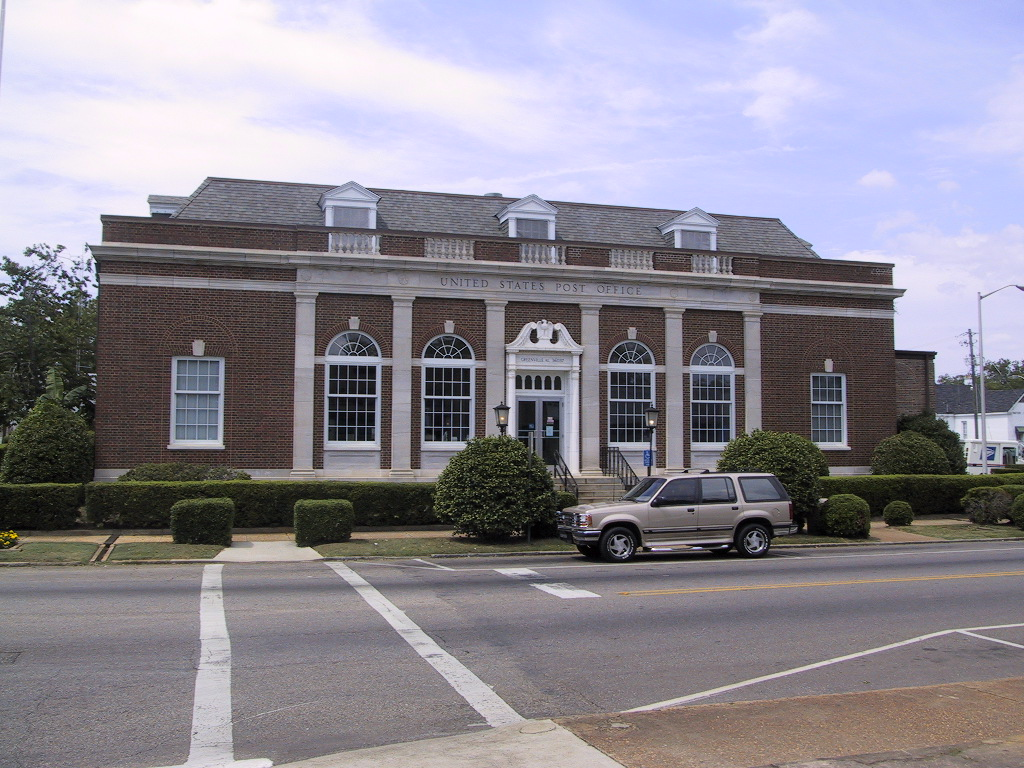
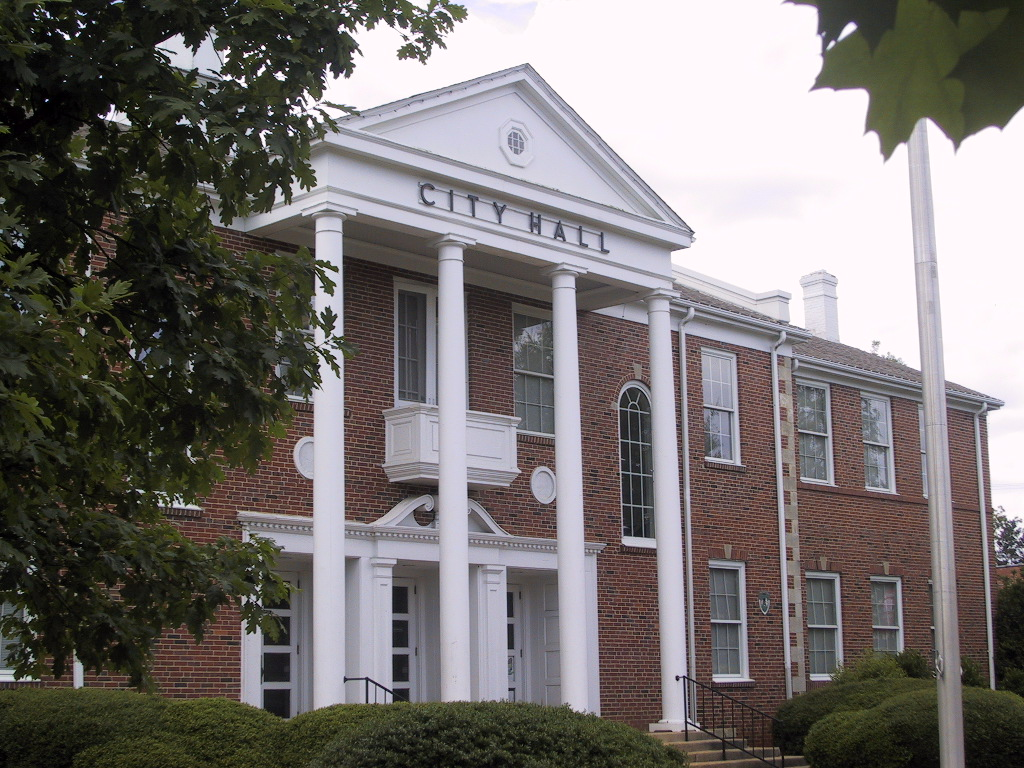